# Mediolan
Mediolan ili Mediolanum je drevni rimski grad na području današnjeg Milana.
Bio je centar keltske i jedan od centara rimske kulture, njegov glavni grad u vrijeme kasnog Carstva, dok dok ga 569. nisu osvojili Goti i Langobardi

## Povijest
Grad su osnovali Kelti kao Insubres, pretpostavlja se 600. godine prije Krista. Rimljani su grad osvojili 222. godine pr. Kr. i dali mu ime Mediolan, po galskom nazivu za ovo mjesto Medhlan. 
Mediolan je bio važan zbog svog položaja, kao čvorište cestovnih mreža sjeverne Italije. Tijekom Augustova doba grad je postao poznat po svojim školama, a već je imao kazalište i amfiteatar.

### Uspon grada
Car Dioklecijan je preselio glavni grad Zapadnog Rimskog Carstva iz Rima u Mediolan.
Pošto je on izabran za cara Istočnog Rimskog Carstva preselio se u Nikomediju, a Mediolan je ostavio Maksimijanu. Maksimijan je izgradio nekoliko divovskih spomenika, veliki cirkus (470 x 85 m), terme i veliki kompleks palača i drugih objekata koji se nazivao bathum Herculeum.
Iz Mediolana je potekao i Milanski edikt, cara Konstantina Velikog, koji je ozakonio kršćanstvo.
Mediolan je dosegao svoj vrhunac za vrijeme kada mu je biskup bio sveti Ambrozije i car Teodozije I. Veliki.

### Propast grada
Godine 402. grad su opkolili Goti i carska rezidencija se preselila u Ravennu. Atila Bič Božji grad je ponovno opkolio 452., a kasnije su ga srušili Langobardi.